# 百火撩乱
百火撩乱（ひゃっかりょうらん）は、Kalafinaの21枚目のシングル。2017年8月9日にSACRA MUSICから発売された。

## 概要
Kalafinaとしては、前作「into the world/メルヒェン」以来約4か月ぶりのシングルとなった。
表題曲「百火撩乱」は、TVアニメ「活撃 刀剣乱舞」のエンディングテーマとなっている。
CDは通常盤、「百火撩乱」のMVを収録したDVDが付属する初回限定盤A、BDが付属する初回限定盤B、TVアニメ「活撃　刀剣乱舞」のノンクレジットエンディング映像を収録したDVDが付属する期間限定盤（アニメ盤）、完全生産限定盤（アナログレコード盤）の５形態で発売され、同年7月12日には「百火撩乱」~TV size~の先行配信も行われた。後に表題曲のみが「Kalafina All Time Best 2008-2018」に収録された。
この作品がKalafinaのラストシングルとなり、2018年2月にプロデューサーの梶浦由記が所属事務所を退社、同年4月にメンバーのKeikoも退社。分裂し活動休止状態になり、同年10月にはHikaruが退社。このため2019年3月に解散した。

## 収録曲
（作詞、作曲、編曲は、全て梶浦由記）
通常盤・初回限定盤
1. 百火撩乱  (4:40)
2. カンタンカタン  (5:33)
3. とんぼ  (3:33)
4. 百火撩乱~Instrumental~
5. カンタンカタン~Instrumental~

　DVD/BD（初回限定盤のみ）
1. 百火撩乱　MV

期間限定盤（アニメ盤）
1. 百火撩乱
2. カンタンカタン
3. とんぼ
4. 百火撩乱~Instrumental~
5. カンタンカタン~Instrumental~
6. 百火撩乱~TV size~  (1:36)

　DVD
1. TVアニメ「活撃　刀剣乱舞」ノンクレジットエンディング映像

完全生産限定盤（アナログレコード盤）
1. 百火撩乱
2. カンタンカタン
3. とんぼ
4. 百火撩乱~Instrumental~
5. カンタンカタン~Instrumental~
6. とんぼ~Instrumental~
7. 百火撩乱~TV size~